# 이메레티주
이메레티주(조지아어: იმერეთი მხარე, 이메레티 므하레)는 조지아의 리오니강 중류와 상류를 따라 위치한 주이다. 그 주는 다음과 같은 행정 지역으로 구성되어 있다.
1. 쿠타이시 (시)
2. 바그다티 군
3. 바니 군
4. 제스타포니 군
5. 테르졸라 군
6. 삼트레디아 군
7. 사치헤레 군
8. 트키불리 군
9. 치아투라 군
10. 츠칼투보 군
11. 하라가울리 군
12. 호니 군

그 주의 주도시는 쿠타이시이다. 다른 도시형 산업 중심지들은 삼트레디아, 치아투라(망간 생산지), 트키불리(석탄 채광부), 제스타포니(금속 생산지로 알려짐), 호니, 사치헤레에 포함되어 있다. 전통적으로, 이메레티는 뽕나무와 포도 생산지로 알려진 농업 지역이다.
80만의 이메레티인들은 조지아어 방언을 사용한다. 그들은 민족적으로 세분된 조지아인의 지방 문화-집단 가운데 하나이다.
고대시대 후반과 중세 시대 초반에 고대 서조지아의 에그리시 왕국이 이메레티의 영토에 실재했었다. 그 왕국은 523년에 기독교를 에그리시의 공식 종교로 채택했다. 975~1466년에 이메레티는 통일 조지아 왕국의 지역이었다. 15세기에 왕국이 해체되고부터, 이메레티는 독립 왕국이 되었다.
17~18세기에 이메리티 왕국은 오스만 제국의 빈번한 침입을 겪었고 차르 독재 체제인 러시아 제국에 의해 점유되고 합병되던 1810년부터는 오스만 제국의 지원을 승인했다. 이메레티의 마지막 왕은 솔로몬 2세(1789~1810년)이다.
1918년부터 1921년까지 이메레티는 독립 조지아 민주 공화국의 지역이었다. 그 후에 그 지역은 USSR에 속한 1922년부터 1936년까지는 자캅카스 소비에트 연방 사회주의 공화국의 지역이었고, 1935년부터 1991년까지는 그루지야 소비에트 사회주의 공화국의 지역이었다. 1991년 조지아의 독립으로, 이메레티는 쿠타이시를 수도로 하여 조지아 공화국의 주가 되었다.

## 같이 보기
- 이메레티 왕국